# Paranthuridae
Paranthuridae es una familia de isópodos.

## Géneros
- Califanthura Schultz, 1977
- Colanthura Richardson, 1902
- Cruranthura Thomson, 1946
- Cruregens Chilton, 1882
- Deltanthura Shiraki, Shimomura & Kakui, 2022
- Paranthura Bate & Westwood, 1866
- Pseudanthura Richardson, 1911